# Rallarmuseet i Moskosel

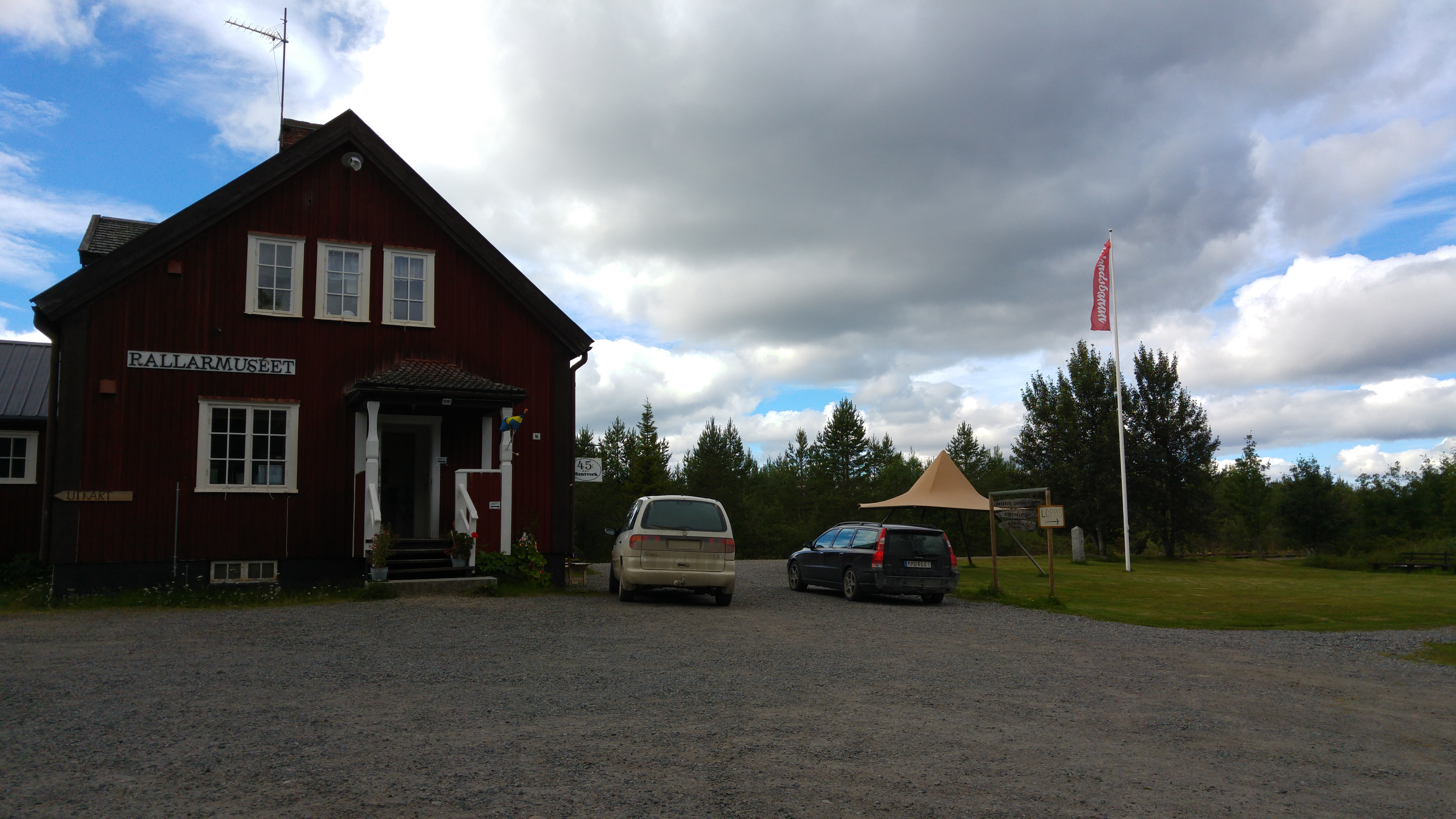
Rallarmuseet i Moskosel.

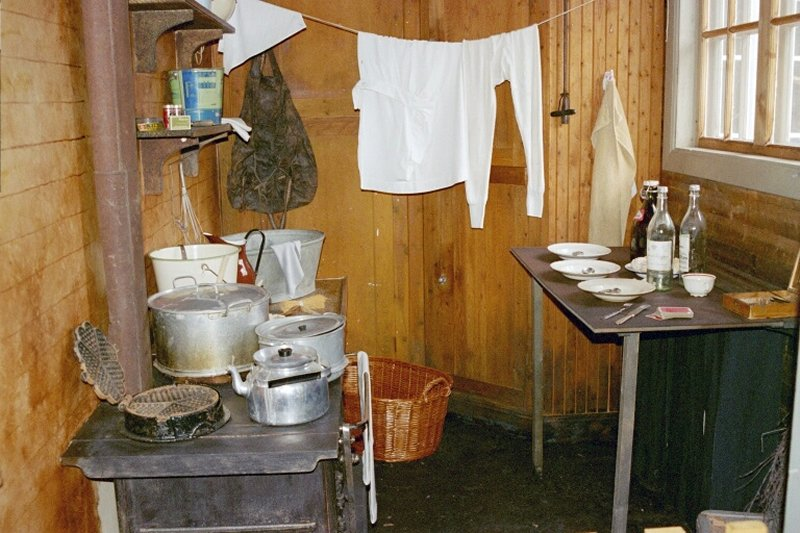
Interiör.

Rallarmuseet i Moskosel, ligger i Moskosels gamla station i Arvidsjaurs kommun. I byn Kåbdalis, norr om Moskosel, sammanfogades 1936 de sista delarna av Inlandsbanan. Här kan man ta del av rallarnas arbete med Inlandsbanan i det lilla museet som är inrymt i stationsbyggnaden. Det finns även en minijärnväg för barnen, samt en servering.